# Comtat de Kukës
El comtat de Kukës (albanès: Qarku i Kukësit) és un dels dotze és un dels dotze comtats d'Albània. Està format pels districtes de Has, Kukës i Tropojë. La seva capital és Kukës. Fou establert en 1991 després del canvi de règim que va suposar la revolució romanesa de 1989.